# Distrito de Karkonoski
Distrito de karkonoski (del polaco: powiat karkonoski) es un distrito del voivodato de Baja Silesia en Polonia. Constituido el 1 de enero de 1999 por la reforma del gobierno local de Polonia aprobada el año anterior. Su capital es Jelenia Góra, aunque la ciudad no forma parte de él mantiene su estatus de autonomía. Limita al sur con la República Checa y con otros cuatro distritos de Baja Silesia: al norte con Złotoryja, al este con Jawor y Kamienna Góra y al oeste con Lwówek Śląski. Está dividido en nueve municipios: cuatro urbanos (Karpacz, Kowary, Piechowice y Szklarska Poręba) y cinco rurales (Janowice Wielkie, Jeżów Sudecki, Mysłakowice, Podgórzyn y Stara Kamienica).

## Cambio de nombre del distrito
En 2012 las autoridades locales de Karpacz y Szklarska Poręba presentaron un proyecto para cambiar el nombre del distrito al de Distrito de Krkonoš.
En 2020 el ministro de la administración pública recibió una propuesta del Consejo del Distrito de Jeleniogórski sobre este tema. El proyecto se fundamentó en lo siguiente: el Consejo del Condado de Jeleniogórski, en una solicitud, afirma que las decisiones para cambiar el nombre del Distrito se toman con fines de identificación y comercialización, su objetivo es identificar de manera inequívoca los límites de la región con las montañas Krkonoše, una de las principales atracciones turísticas de la región, no solo con la ciudad de Jelenia Góra, que no es parte del distrito, sino que es la sede de las de las autoridades del mismo. La cooperación de los municipios del distrito de Jelenia Góra condujo a la creación de la „Marki Karkonošze” («marca Karkonosze»), en el marco de la cual se realizan los eventos promocionarles en toda el región, que incluyen ferias turísticas en el país y en el extranjero. El cambio de nombre del distrito complementaría las acciones conjuntas adoptadas hasta ahora. El consejo de ministros envió el proyecto de ley a consulta.
El 17 de julio de 2020 se publicó un proyecto de reglamento del Consejo de Ministros sobre el cambio del nombre de Jelenia Góra poviat a Karkonosze poviat.
El 29 de julio de 2020, el Consejo de Ministros emitió una ordenanza según la cual, a partir del 1 de enero de 2021, el condado de Jelenia Góra cambió su nombre por el de condado de Karkonosze.

## Demografía
En 2011, según la Oficina Central de Estadística polaca, el distrito tenía una superficie de 627.14 km² y una población de 63 923 habitantes.